# 崔祥奎
崔祥奎（1858年—20世纪?）安徽省当涂县人，清朝及中华民国军事将领，清朝末年黑龙江舆图测量工作的主要人物之一。

## 生平

### 黑龙江测绘
1884年，崔祥奎入北洋武备学堂，在学校成绩优秀，1885年获六品军功，1892年获五品顶戴。
1889年，清廷决定测绘《会典舆图》以取代《皇舆全览图》。1892年，会典馆认为黑龙江将军依克唐阿上交的黑龙江舆图不合规范，要求黑龙江方面3个月内复查。同年，经依克唐阿陈述困难，会典馆准宽限时日。1893年，依克唐阿派巴彦布主持舆图测绘工作，并从北洋武备学堂聘请2名学员何兆辉、陆汝成率队在黑龙江、呼伦贝尔城开展测绘工作。1894年，依克唐阿认为缓期已近，仅仅依靠何兆辉等人难以按时完成，又从北洋武备学堂聘请4名学员崔祥奎、单世俊、张士元、刘恩鸿开展呼兰城测绘工作，1895年初完成工作，获得黑龙江将军衙门晋级嘉奖。1895年甲午战争爆发后，因战事需要，护理黑龙江将军的齐齐哈尔副都统增祺急调正在测量的何兆辉、陆汝成加入军队参战，崔祥奎等四人后来也被调入军营，黑龙江测绘工作暂停。
1896年，黑龙江将军恩泽将崔祥奎等四人全部调回舆图局。崔祥奎等四人在半年时间内测量了布特哈城，完成之后原准备测量齐齐哈尔城，但因洪灾而未能测量。此后，屠寄于同年作为查办事件大臣延茂的随员来到黑龙江，查办事件完毕后，黑龙江将军恩泽奏请命其担任舆图总纂。屠寄乃任命迎福为提调，崔祥奎为总测。屠寄还将测绘人员分成四组，由崔祥奎等四人分别带4名学生分头进行测量。1897年，崔祥奎组往测呼伦贝尔城，单世俊组往测黑龙江城，张士元组往测齐齐哈尔城辖地，刘恩鸿组往测墨尔根城。1899年，屠寄将两种成图及图说送交会典馆，获得好评。此后，同年，舆图局撤销，黑龙江将军恩泽提升或奖励了有功人员，其中屠寄新改候选知县（待请得知县后，以直隶州知州补用），崔祥奎升任布政使理问，单世俊、张士元升任县丞。

### 军事生涯
光绪二十五年（1899年），四川省派出文武二员到日本阅看秋操，文官沈翎清、武官丁鸿臣奉派前往。福建船政学堂借机出资“顺差”选派6名学生到日本游学。同行者还有福建阅操官崔祥奎等人。同年，该批访问日本人员回到上海。
光绪三十一年（1905年）前后，广州成立新军一个混成协，首任协统为崔祥奎。
光緒三十四年底（1909年初），陸軍部派一等檢査官崔祥奎率北洋陸軍官弁赴云南，抵达云南後当即开始將雲南新軍第一混成協擴編爲鎭，並用北洋軍官充任该镇军官。两个月之后，宣統元年二月（1909年），雲南暫編陆军第十九镇編成，崔祥奎任統制。宣统三年（1911年），崔祥奎辞职，宣统三年六月至八月，鍾麟同任统制。
1915年，崔祥奎任马兰镇总兵，同年12月该职位裁撤。1917年张勋复辟期间，崔祥奎被任命为陆军部右侍郎。